# Rhain ap Cadwgan
Rhain ap Cadwgan, Reginus in latino e Reginald in inglese (690 circa – 740 circa), fu sovrano del Dyfed e di gran parte del Brycheiniog (brevemente uniti in un unico regno) nella prima metà dell'VIII secolo.

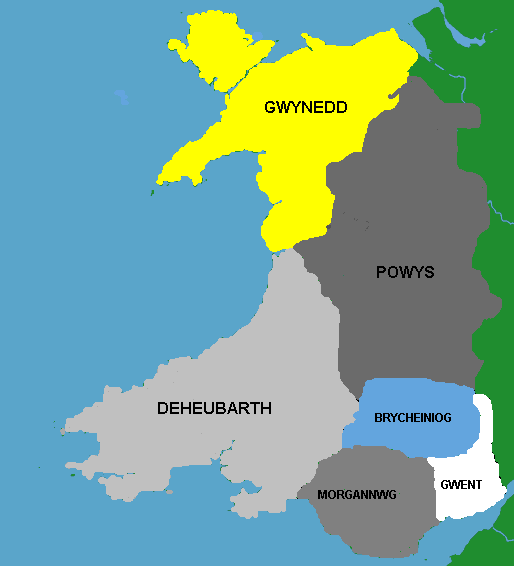
Regni medioevali del Galles

Nacque dal nipote di Cloten, Cadwgan ap Caten. I restanti territori della corona andarono ad Aust, forse suo fratello. 
Durante il suo regno, il Dyfed fu invaso da Seisyll di Ceredigion, che conquistò Ystrad Towy attorno al 710. Il Ceredigion e Ystrad Towi furono fusi, andando a formare il Seisyllwg. Dopo questo evento, il Dyfed e ild Brycheiniog furono brevemente chiamati Rhainwg. Dopo la sua morte, il regno fu diviso tra i due figli: a Tewdos andò il Dyefd e a Tewdr il Brycheiniog.